# SMS Oldenburg (1910)
«Ольденбург» (нем. SMS Oldenburg) — четвёртый и последний Линкор германского флота типа «Остфрисланд» времен Первой мировой войны. Назван в честь одноименного герцогства. «Ольденбург» был назначен во Флот открытого моря, где и провел большую часть свой карьеры, включая Первую мировую войну.
Наряду с тремя однотипными кораблями — «Гельголандом», «Остфрисландом» и «Тюрингеном» — «Ольденбург» участвовал во всех основных операциях Первой мировой войны в Северном море против британского Гранд Флита. Линкор принимал участие в Ютландском сражении — самом большом морском сражении войны, проходившем 31 мая — 1 июня 1916 года. В августе 1915 г. «Ольденбург» вел боевые действия в Балтийском море против российского флота, участвовал в первом неудачном вторжении в Рижский залив, хотя не имел огневого контакта с российскими кораблями.
После немецкого поражения в ноябре 1918 г. бо́льшая часть Флота Открытого моря была интернирована в Скапа-Флоу. «Ольденбург» и ещё несколько кораблей остались в Германии. «Ольденбург» передали Японии в 1920 г. Японцы вскоре продали корабль английской фирме для разделки на металл. Линкор был разобран в Дордрехте в 1921 г.